# Meeting International Mohammed VI d'Athlétisme 2016
Meeting international Mohammed-VI 2016 byl lehkoatletický mítink, který se konal 22. květen 2016 v marockém městě Rabat. Byl součástí série mítinků Diamantová liga.

## Výsledky
- Archiv výsledků zde [1]

### Muži
| Disciplína             | 1. místo                      | 2. místo                  | 3. místo                                  |
| Běh na 200 m           | Alonso Edward 20,07           | Wilfried Koffi 20,35      | Bruno Hortelano 20,36                     |
| Běh na 400 m           | LaShawn Merritt 44,66         | Kévin Borlée 45,26        | Isaac Makwala 45,38                       |
| Běh na 800 m           | Pierre-Ambroise Bosse 1:44,51 | Taoufik Makhloufi 1:44,91 | Amel Tuka 1:45,41                         |
| Běh na 1500 m          | Timothy Cheruiyot 3:33,61     | Silas Kiplagat 3:33,68    | Ryan Gregson 3:34,43                      |
| Běh na 3000 m          | Abdalaati Iguider 7:36,85     | Hayle Ibrahimov 7:37,76   | Adel Mechaal 7:39,51                      |
| Běh na 3000 m překážek | Conseslus Kipruto 8:02,77     | Jairus Kipchoge 8:03,90   | Paul Kipsiele Koech 8:12,33               |
| Běh na 110 m překážek  | David Oliver 13,12            | Orlando Ortega 13,13      | Antonio Alkana 13,28                      |
| Skok vysoký            | Bohdan Bondarenko 231 cm      | Erik Kynard 228 cm        | Edgar Rivera Konstandinos Baniotis 225 cm |
| Skok daleký            | Rushwal Samaai 838 cm         | Fabrice Lapierre 836 cm   | Marquise Goodwin 811 cm                   |
| Hod diskem             | Piotr Małachowski 67,45 m     | Robert Urbanek 65,04 m    | Zoltán Kővágó 64,42 m                     |

### Ženy
| Disciplína             | 1. místo                     | 2. místo                       | 3. místo                   |
| Běh na 100 m           | Elaine Thompsonová 11,02     | Blessing Okagbareová 11,11     | Kerron Stewartová 11,19    |
| Běh na 800 m           | Caster Semenyaová 1:56,64    | Francine Niyonsabaová 1:57,74  | Rénelle Lamoteová 1:58,84  |
| Běh na 5000 m          | Almaz Ayanaová 14:16,31      | Viola Kibiwot 14:29,50         | Senbere Teferi 14:35,09    |
| Běh na 3000 m překážek | Etenesh Diro 9:16,87         | Gladys Kipkemboi 9:26,36       | Caroline Chepkurui 9:28,81 |
| Běh na 400 m překážek  | Janeive Russell 54,16        | Cassandra Tate 54,69           | Wenda Theron-Nel 54,88     |
| Skok o tyči            | Katerina Stefanidiová 475 cm | Nicole Büchlerová 470 cm       | Yarisley Silvaová 450 cm   |
| Trojskok               | Caterine Ibargüenová 14,51 m | Paraskiewi Papachristu 14,28 m | Patrícia Mamonaová 14,13 m |
| Vrh kouli              | Valerie Adamsová 19,68 m     | Anita Mártonová 18,51 m        | Brittany Smith 17,84 m     |
| Hod oštěpem            | Madara Palameika 64,76 m     | Liina Laasma 63,65 m           | Kathryn Mitchell 60,68 m   |